# Jonas Nyberg
Jonas Nyberg (30 gennaio 1990) è un ex sciatore alpino svedese.

## Biografia
Attivo in gare FIS dal febbraio del 2006, Nyberg ha esordito in Coppa Europa il 28 novembre 2010 a Trysil in slalom gigante, senza completare la prova. Si è ritirato al termine della stagione 2017-2018 e la sua ultima gara è stata uno slalom speciale FIS disputato ad Aspen il 6 aprile, non completato da Nyberg; non ha debuttato in Coppa del Mondo né preso parte a rassegne olimpiche o iridate.

## Palmarès

### Campionati svedesi
- 1 medaglia:
  - 1 oro (slalom gigante nel 2013)